# Thomas J. Bowles
Thomas Joseph Bowles (* 27. Juni 1950) ist ein US-amerikanischer Physiker. Er befasst sich insbesondere mit Kernphysik und Neutrinophysik (Solare Neutrinos).
Bowles studierte an der University of Colorado mit dem Bachelor-Abschluss 1973 und wurde 1978 an der Princeton University in Physik promoviert. Von 1976 bis 1979 war er am Argonne National Laboratory und danach am Los Alamos National Laboratory. Seit 1987 war er leitender Wissenschaftler am sowjetisch-US-amerikanischen Gallium-Experiment (SAGE) eines Neutrinoteleskops im Baksan-Untergrundlabor im Kaukasus, das seit 1989 in Betrieb ist. Ko-Leiter von russischer Seite ist Wladimir Gawrin. Das Observatorium diente insbesondere der Beobachtung der solaren Neutrinos.
2003 erhielt er den Markow-Preis. Er ist Fellow der American Physical Society.